# J'y suis, j'y reste (pièce de théâtre)
Pour les articles homonymes, voir J'y suis, j'y reste.
J'y suis, j'y reste est une pièce de théâtre française en 3 actes de Raymond Vincy et Jean Valmy, créée au théâtre du Gymnase le 20 décembre 1950.

## Historique
La création est un succès. La pièce dépasse le millier de représentations, et reste à l'affiche pendant plus de trois ans. Elle est diffusée ensuite à la télévision dans le cadre de l'émission Au théâtre ce soir pour la première fois en 1966,et, dans une autre version, en 1984.
Une adaptation au cinéma est réalisée par Maurice Labro, J'y suis, j'y reste, et sort en 1954.

## Argument
Une restauratrice du quartier des Halles s'est fait dérober son sac à main contenant ses papiers d'identité. Dix ans plus tard, voulant épouser son barman, elle apprend que sa voleuse a épousé, en empruntant son propre nom, un jeune baron. 
Elle décide, alors, de se présenter au manoir de son « époux légal » pour lui dévoiler la vérité et réclamer le divorce, semant la perturbation dans l'existence du baron et de sa tante, une comtesse très à cheval sur les traditions. Finalement, c'est un cardinal, en visite au château, qui trouvera une issue à cette situation.

## Distribution

### Création en 1950, au Théâtre du Gymnase, mise en scène deJacques Baumer
- Robert Pizani : Le Cardinal
- Jeanne Sourza : Antoinette
- Marguerite Pierry : La comtesse
- Pierre Stephen : le Baron Hubert
- Anne Béranger : Lucie, la femme de Chambre
- Janine Viénot : Gisèle
- Jean Berton : Patrice, le majordome
- Jean Clarieux : Jules, le fiancé d'Antoinette

### Version de 1966, au Théâtre Marigny, mise en scène de Jean Valmy
- Jacques Morel : Le Cardinal
- Anne-Marie Carrière : Antoinette
- Denise Grey : La comtesse
- Claude Nicot : le Baron Hubert
- Arlette Didier : Lucie, la femme de Chambre
- Anne Sitel : Gisèle
- Jean Berton : Patrice, le majordome
- Jean Clarieux : Jules, le fiancé d'Antoinette

### Version de 1984, au Théâtre Marigny, mise en scène deRobert Manuel
- Jacques Morel : Le cardinal
- Marion Game : Antoinette/Nénette
- Claude Gensac : La comtesse
- Jean-Noël Sissia : le Baron Hubert
- Annick Roux : Lucie, la femme de Chambre
- Patricia Lesieur : Gisèle
- Jacques Ardouin : Patrice, le majordome
- Henri Lambert : Jules, le fiancé d'Antoinette